# Павловський Михайло Петрович

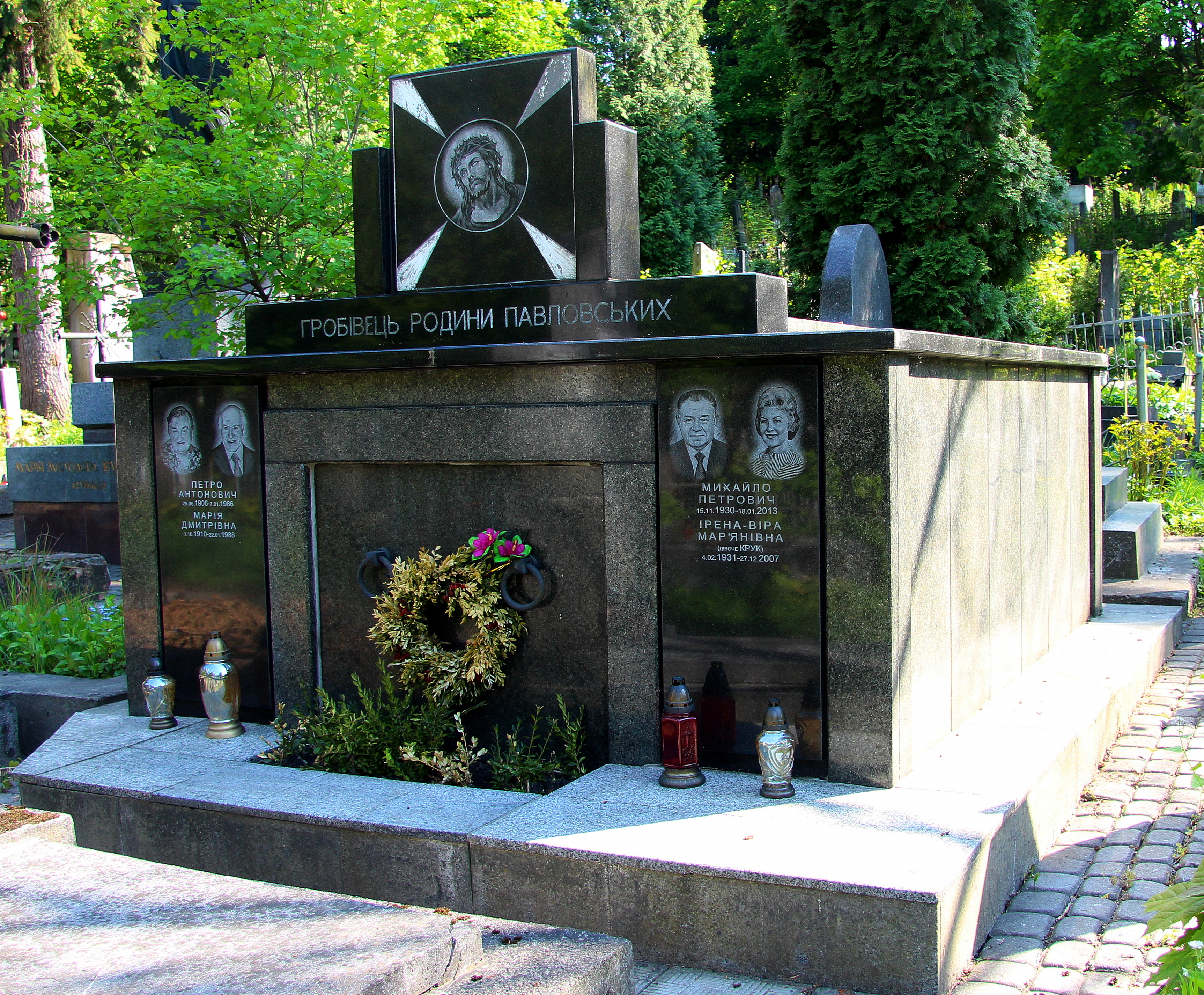

Михайло Петрович Павловський (15 листопада 1930, м. Берестечко, Волинь — 18 січня 2013, Львів) — український хірург, вчений у галузі медицини, доктор медичних наук (1971), дійсний член Національної академії медичних наук України, академік АН ВШ України.

## Наукова діяльність
Один із провідних учених в галузі клінічної хірургії та хірургічної ендокринології. Основні напрями наукової діяльності: поліорганна недостатність в абдомінальній та ендокринній хірургії; сучасні методи діагностики, ендоскопічні та відеохірургічні методи лікування жовчнокам'яної хвороби, пухлин надниркових залоз, зовнішніх черевних гриж; структура та особливості діагностики, нові підходи до лікування вогнищевих уражень печінки, зокрема — первинного і метастатичного раку, доброякісних пухлин, абсцесів, паразитарних та не паразитарних кіст. Фундаментальні дослідження спрямовані на обґрунтування нових підходів до патогенетичного лікування гострого панкреатиту; імунологічні та морфологічні зміни при хірургічній патології. Крім того, випрацьовує комплексну діагностику та лікувальну тактику при автоімунному тиреоїдиті, рецидивному та токсичному зобі, раку щитоподібної залози, при гіперпаратиреозі, цукровому діабеті та інших захворюваннях.
Вперше в Україні опрацював і впровадив хірургічне лікування пухлин надниркових залоз лапароскопічною технологією.
Член Президії НАМН України (відділ клінічної медицини), заступник Голови Асоціації хірургів України, Голова Львівської обласної Асоціації хірургів, член Асоціації Ендокринологів Львівщини, дійсний член НТШ, віце-президент Світової федерації українських лікарських товариств (СФУЛТ), головний редактор Львівського медичного часопису «Acta Medica Leopoliensia», член редколегій ряду провідних фахових журналів України та Польщі.
Помер у Львові , похований на 64 полі Личаківського цвинтаря.

## Доробок
Автор і співавтор більше, як 1000 наукових робіт, у тому числі 15 монографій, 25 авторських свідоцтв на винаходи та патентів, більшість яких упорядковані в «Біобібліографії», яка видана у 1999 році. Підготував 15 докторів і 40 кандидатів медичних наук, створив наукову школу хірургів.
Основні наукові праці
- Циррозы печени и их хирургическое лечение (1966);
- Диагностика и лечение пороков половой дифференциаци (1990);
- Селезінка (1996); Псевдокісти підшлункової залози (1997);
- Тромбоемболія гілок легеневих артерій та посттромбоемболічна легенева гіпертензія: діагностика, лікування та профілактика (1999);
- СНІД у хірургічній клініці (2001);
- Ковзні пахвинні грижі (2003).

## Відзнаки
Заслужений працівник вищої школи України (1980), заслужений винахідник СРСР (1989)[джерело?].
Нагороджений Грамотою Верховної Ради України за заслуги перед українським народом; Почесними грамотами Міністерства охорони здоров'я України; орденами: «Знак пошани», «Дружби народів», відзнакою Президента України орден «За заслуги» 11І ступеня та численними медалями.
Заслужений професор Львівського національного медичного університету ім. Данила Галицького, почесний професор Інституту проблем ендокринної патології імені В. Я. Данилевського; почесний член товариства хірургів Польщі та нагороджений медаллю Л. Ридигера; почесний член Академії медицини Польщі (1998), дійсний член Світової академії медицини Альберта Швайцера, нагороджений Великою Золотою медаллю Альберта Швайцера, Великою Золотою Зіркою Світової академії медицини А. Швайцера, двічі лауреат Державної премії України в галузі науки і техніки (1986, 2000), лауреат міжнародного академічного рейтингу популярності та якості «Золота Фортуна» (2002), завідувач кафедри хірургії факультету післядипломної освіти (1973—1976); завідувач кафедри факультетської хірургії Львівського національного медичного університету ім. Данила Галицького (від 1973), ректор цього ж університету (1981—1998).
Почесний професор Тернопільського державного медичного університету імені І. Я. Горбачевського.